# Zucchero
Adelmo Fornaciari ili jednostavno Zucchero (Reggio Emilia, 25. rujna 1955.) je talijanski rock glazbenik, koji svoje nadahnuće često pronalazi u gospelu, bluesu i rocku.

## Karijera

### Uspjeh u Italiji
Karijeru je započeo 1970-ih s različitim grupama probao se probiti za veće gaže. Nakon nekoliko promjena grupa skrasio se u grupi pod imenom "Taxi" s kojom je 1981. godine osvojio glazbeni festival u Castrocarou. Na poznatom Sanremo festivalu pojavio se 1982. godine s pjesmom "Una notte che vola via" te 1983. godine s pjesmom "Nuvola" na "Festivalu dei Fiori". Njegov prvi album "Un po' di Zucchero" izašao je iste godine te je doživio nenadani uspjeh.
1984. godine seli se u SAD u Kaliforniju gdje se sastaje s talijanskim glazbenim producentom Corradom Rusticiem te sklapa suradnju. Rezultat te suradnje viđen je već sljedeće godine kada Zucchero sklapa posao s basistom Randyem Jacksonom s kojim radi album "Zucchero & The Randy Jackson Band" iz kojeg proizlazi pjesma "Donne" koja postaje hit u Italiji.
Iako "Zucchero & The Randy Jackson Band i Rispetto" postaje veliki komercijalni uspjeh, album "Blue's" iz 1988. godine postaje najprodavaniji album u povijesti Italije ikada te Zucchero postaje slavan čak i izvan Italije. 1989. sa svojim bendom Zucchero radi album "Oro incenso e birra" u Memphisu. Taj album, koji je nadahnut američkom soul glazbom je čak uspio pribaviti jednog od najboljih gitarista svijeta Erica Claptona koji se rado odazvao Zuccheru. Taj album je jedan od najuspješnijih u Zuccherovoj karijeri.

### Svjetski uspjeh
Nakon prodaje dvaju albuma u milijunskim primjerima Zuccheru nije bilo teško sklopiti glazbenu suradnju s mnogim poznatim glazbenicima svijeta, pa je tako radio s Joe Cockerom, Stevie Ray Vaughanom, Eric Claptonom i Miles Davisom. Od 1990. godine Zucchero je pokušao zavladati preostalim europskim glazbenim tržištem. 1990. godine napravio je kompilaciju dvaju najuspješnijih albuma i pretvorio ih u "Zucchero Sings his Hits na Engleskom" koje je preveo Frank Musker te je puštena u prodaju diljem svijeta.
S Paulom Youngom Zucchero je u duetu otpjevao svoj najveći hit "Senza una donna" koji je došao u top 10 na tadašnjoj ljestvici u Europi. Kasnije je snimio specijalni album zvan "Zu & Co". Između 1991. i 1993. godine Zucchero je nastavljao snimati duete s poznatim svjetskim glazbenicima pa je tako snimio duete sa Stingom, Lucianom Pavarottiem, mladim Andreom Bocelliem, Elthonom Johnom, Brianom Mayom i ostalima.
1992. godine nastupio je s ostalim zvijezdama na koncertu u povodu smrti frontmena Queena Freedia Mercurya. Kasnije je snimio ponovno album zvan "Miserere" na kojem se pojavio Bono Vox iz grupe U2 u duetu s Zuccherom. Svirao je i na 25. godišnjici Woodstocka. Tokom godina Zucchero je napravio mnogo svjetski poznatih albuma koji su se prodavali u milijunskim primjercima.

## Privatni život
U privatnom životu Zucchero je jako dobar s talijanskim kolegom Erosom Ramazzottiem s kojim djeluje na mnogim humanitarnim akcijama. 2009. godine skupila se talijanska reprezentacija zvijezda protiv hrvatske reprezentacije zvijezda na Poljudu u Splitu u kojoj Zucchero ipak nije igrao zbog nedostatka fizičke spreme u 54 godini.

## Diskografija
Više na: Diskografija Zucchera
- Un po' di Zucchero (1983.)

- Zucchero & The Randy Jackson Band (1985.)

- Rispetto (1986.)

- Blue's (1987.)

- Snack Bar Budapest (1988., glazba iz filma)

- Oro incenso e birra (1989.)

- Zucchero pjeva najveće hitove na Engleskom (1990.)

- Zucchero (1991.)

- Zucchero Uživo u Kremlinu (1991.)

- Miserere (1992.)

- Diamante (1994.)

- Spirito DiVino (1995.)

- Najbolje od Zucchera Sugar Fornaciari's najveći hitovi (1997.)

- Bluesugar (1998.)

- Overdose d'amore the ballads (1999.)

- Bluesugar & Whitechristmas (1999.)

- Shake (2001.)

- Zu & Co. (2004.)

- Zu & Co Uživo Royal Albert Hall - 6. svibnja 2004. (2004.)

- Zucchero & Co - American edition (2005.) #84 US

- Zu & Co ultimate duets collection (2 CD-a + DVD, 2005.)

- Fly (2006.)

- All the Best (2007.)

- Live in Italy (2 CD-a + 2 DVD-a, 2008.)

- Live in Italy (CD + DVD, US edition 2009.)

- Chocabeck (2010.)

- La sesion Cubana (2012.)

- Una rosa blanca - Live in Havana (2 CD-a + DVD, 2013.)

## Vanjske poveznice
- Službene stranice (tal.)
- Official Facebook
- Official Instagram
- Un Po' Di Zucchero  Arhivirana inačica izvorne stranice od 4. studenoga 2018. (Wayback Machine) - neslužbene stranice